# Occhio
1. camera posteriore
2. ora serrata
3. muscolo ciliare
4. zonale ciliare
5. canale di Schlemm
6. pupilla
7. camera anteriore
8. cornea
9. iride
10. capsula del cristallino
11. nucleo del cristallino
12. processi ciliari
13. congiuntiva
14. muscolo obliquo inferiore
15. muscolo retto inferiore
16. muscolo retto mediale
17. vasi retinici
18. disco ottico
19. dura madre
20. arterie centrali retiniche
21. vene centrali retiniche
22. nervo ottico
23. vene vorticose
24. fascia bulbare
25. macula
26. fovea
27. sclera
28. coroide
29. muscolo retto superiore
30. retina

L'occhio, o bulbo oculare, è l'organo di senso semi-esterno dell'apparato visivo, con il compito principale di ricavare informazioni sull'ambiente circostante attraverso la luce.
L'occhio umano (e degli organismi superiori) raccoglie la luce che gli proviene dall'ambiente, sotto forma di una immagine ottica, regolandone l'intensità luminosa attraverso un diaframma (l'iride) e focalizzandola sulla retina, attraverso un sistema regolabile di lenti (cristallino), per poi trasformarla in una serie di segnali elettrici che confluiscono al cervello, attraverso il nervo ottico, per l'elaborazione e l'interpretazione.
L'occhio di Homo sapiens è un rilevatore molto sensibile, che in condizioni di tenebra assoluta può rilevare ancora una quantità di energia luminosa (nello spettro visibile) equivalente a soli 5 fotoni.
La condizione ottica ideale di un occhio che non presenta anomalie di rifrazione (ametropie) è detta emmetropia.
Oltre alla funzione di vedere cogliendo informazioni attraverso la percezione visiva, gli occhi hanno anche funzioni di comunicare tramite la comunicazione non verbale, guardare ossia muovere lo sguardo con intenzionalità, sentire sensazioni estetiche positive o negative , pensare aiutando o inibendo col loro movimento processi di pensiero.

## Anatomia umana

### Generalità
Il globo oculare è un organo rotondo, posizionato nella porzione anteriore della cavità orbitaria del cranio.

### Forma geometrica
Come suggerisce il suo nome, la superficie esterna del globo oculare assomiglia a quella di una sfera, leggermente schiacciata in senso cranio-caudale. 

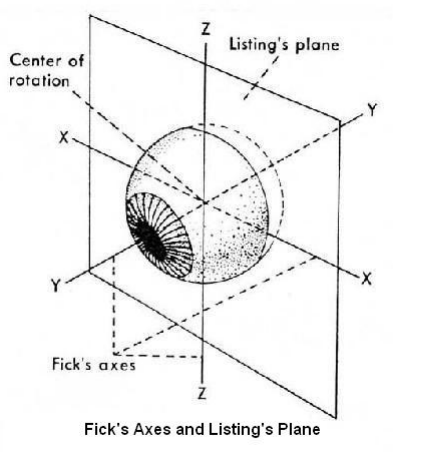
Diametri del globo oculare.
XX = diametro trasversale
YY= diametro antero-posteriore
ZZ= diametro verticale

Questa asimmetria si traduce nella disuguaglianza dei tre diametri ortogonali che descrivono la grandezza del globo oculare. Secondo Testut et.al (Zaccheo, Bonnet, Orzalesi) i diametri tipici del globo oculare umano sono:
- diametro trasverso: 24.2 mm
- diametro verticale: 23.7 mm
- diametro antero-posteriore o asse dell'occhio: 22-24.8 mm.

Pertanto, la vera forma del globo ricalca un ellissoide triassiale piuttosto che una sfera.
La geometria del globo oculare, comunque, è ancora più complessa perché non rappresenta una struttura simmetrica. Considerando la superficie esterna del globo oculare(corrispondente alla sua tonaca fibrosa, vedi dopo)  possiamo infatti tracciare due diversi raggi di curvatura:
- Anteriormente (circa il 7% del globo oculare) troviamo una zona con raggio di curvatura minore, definita zona anteriore. Essa corrisponde alla cornea ed è trasparente.
- Antero-posteriormente (il 93% restante della superficie) troviamo una zona con raggio di curvatura maggiore, definita zona posteriore. Essa corrisponde alla sclera ed è opaca.[5]

È possibile distinguere inoltre:

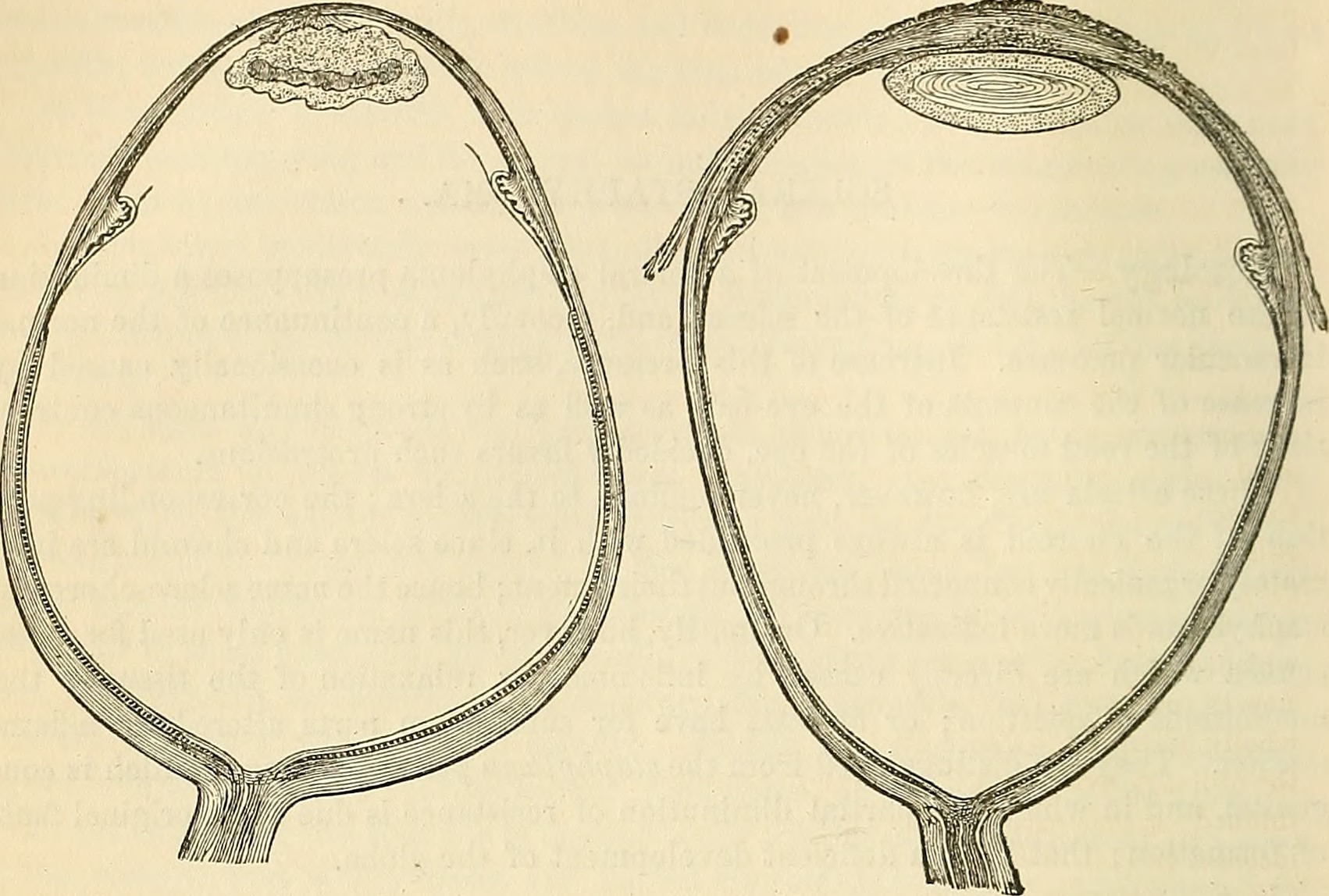
Malformazioni oculari che mettono in evidenzia i differenti raggi di curvatura dell'occhio

- un polo anteriore, presente nella zona anteriore e corrispondente al centro della cornea;
- un polo posteriore, presente nella zona posteriore in una zona diametralmente opposta al polo anteriore.

La linea che unisce i due poli corrisponde al diametro antero-posteriore poc'anzi descritto.
Avendo come punto di riferimento l'asse dell'occhio è possibile identificare:
- un equatore, corrispondente alla massima circonferenza che il globo oculare può assumere. Idealmente esso è equidistante dai due poli, e pertanto si colloca verso i 12.5-13mm del diametro antero-posteriore. Esso suddivide il globo in due emisferi, approssimati come uguali (segmento anteriore e segmento posteriore);
- infiniti meridiani, ovvero circonferenze passanti per i due poli. Se ne identificano due in particolare: il meridiano verticale e il meridiano orizzontale, perpendicolari tra loro.

### Peso e consistenza
Secondo Testut et. al il peso dell'occhio varia dai 7 ai 7.8 grammi. La consistenza è maggiore nel vivente rispetto ai dati registrati nelle autopsie anatomiche. La ragione di ciò è data:
- dalla consistenza delle membrane che costituiscono la parete del globo oculare;
- dalla pressione endoculare, corrispondente a 21 torr o 15mmHg. Essa può essere apprezzata con la palpazione dei due indici (Testut et. al) o mediante l'utilizzo di tonometria.

### Compartimenti interni
Internamente alla sclera è presente uno strato pigmentato e vascolarizzato, la coroide, che si continua anteriormente dando origine prima al corpo ciliare e poi all'iride, un disco membranoso con un foro centrale, la pupilla, il cui diametro è regolato dalla muscolatura dell'iride. Le tre porzioni pigmentate formano il tratto uveale o uvea.

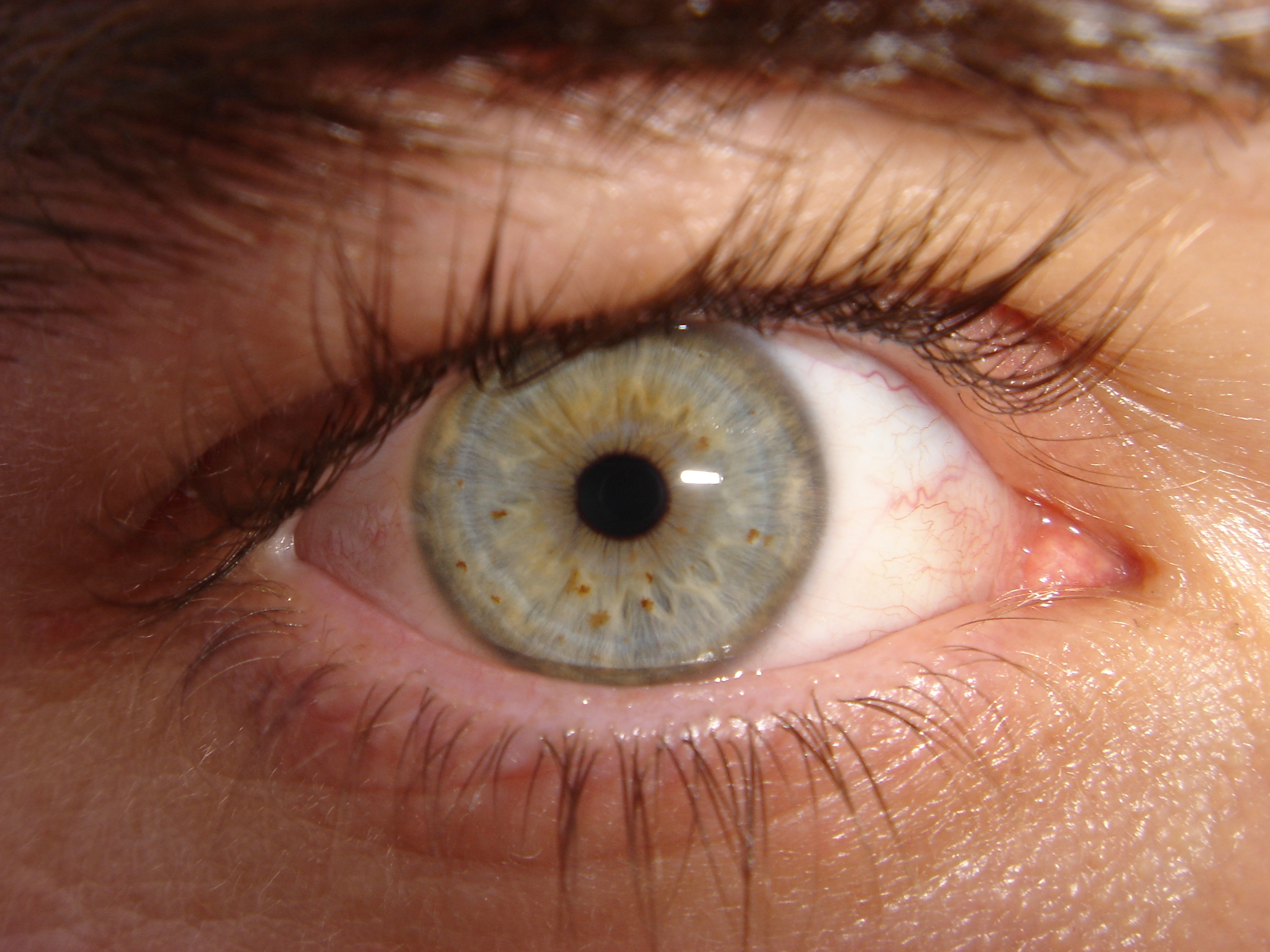
Occhio umano

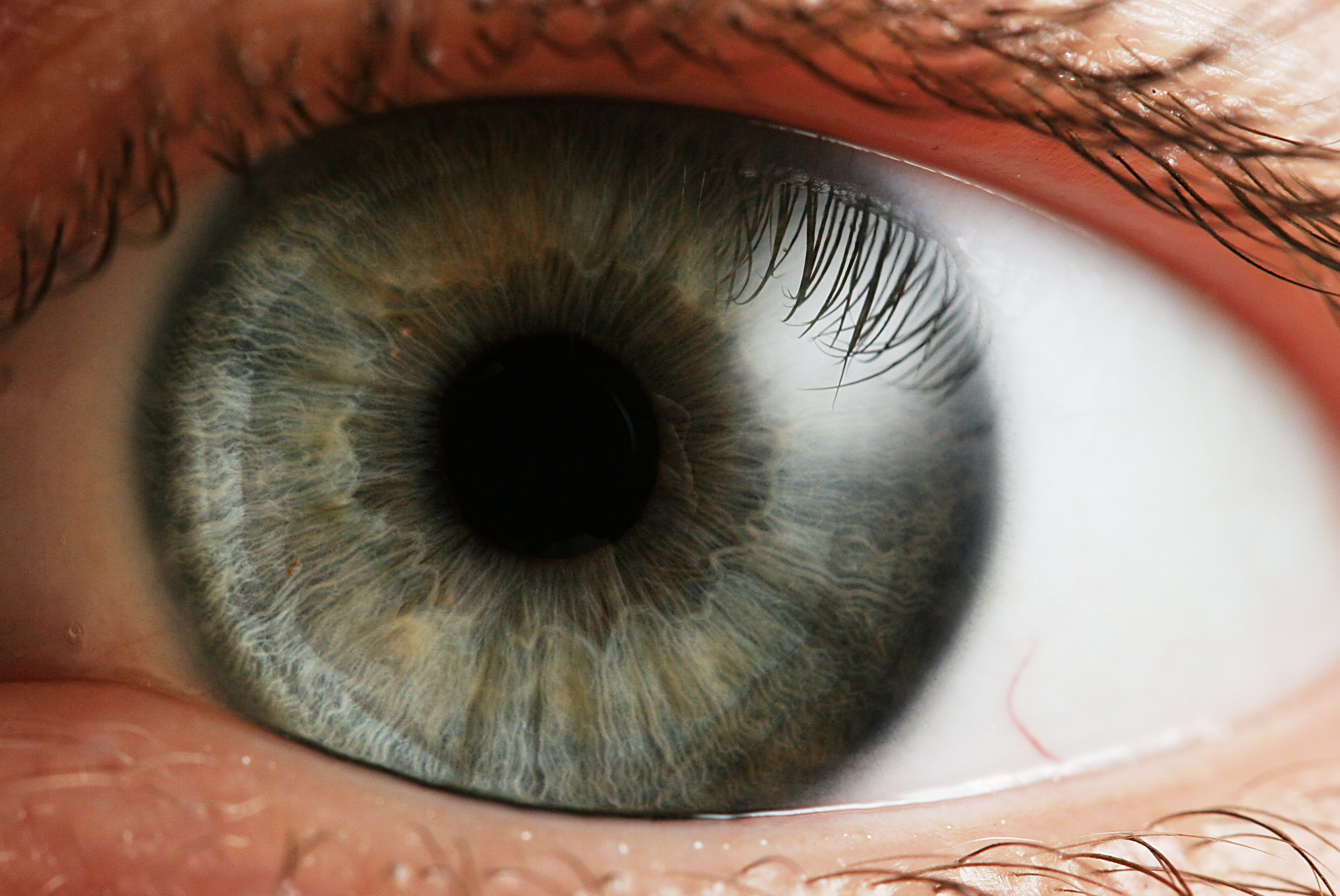
Occhio umano

Profondamente alla coroide si estende uno strato fotosensibile, la retina, che termina anteriormente a livello ora serrata, cioè presso la giunzione tra la coroide stessa e il corpo ciliare. Essa contiene i fotorecettori dell'occhio che trasducono la luce in potenziali elettrici inviati attraverso il nervo ottico. Dal corpo ciliare si dipartono le fibre zonulari che si attaccano al cristallino, la lente dell'occhio, collocata posteriormente all'iride e a livello del corpo ciliare. All'interno dell'occhio si distinguono inoltre tre camere. La camera anteriore è lo spazio compreso tra la cornea e l'iride, la camera posteriore tra l'iride e il cristallino, e infine l'ampia camera vitrea, dietro il cristallino. Le prime due sono riempite dall'umore acqueo, un liquido trasparente prodotto dal corpo ciliare che defluisce attraverso il canale di Schlemm nelle vene sclerali, mentre la camera vitrea è occupata dal corpo vitreo, una massa gelatinosa che contribuisce a determinare la forma del bulbo oculare, occupandolo per i due terzi del suo volume.
L'avanzare dell'età comporta generalmente un irrigidimento del cristallino, con la comparsa di presbiopia, e possono poi manifestarsi patologie anche di carattere ereditario, come il cheratocono.

### Specifiche comparate
La visione oculare umana ha caratteristiche e specifiche intrinseche che differiscono in alcuni aspetti fondamentali dalle tecnologie visive sviluppate nei dispositivi, in special modo, elettronici, ma con una certa approssimazione è possibile comparare le specifiche biologiche in termini applicativi su scala tecnologica mediamente in questo modo:
- risoluzione: 5M coni (equivalenti a 5M pixels a colori) + 100M bastoncelli (equivalenti a 100M pixels bianco/nero)
- profondità colore coni: 10 000 000 (nel range dello spettro del colore visibile umano)
- profondità colore bastoncelli: 2 (b/n)
- definizione visione: 50 CPD (cycles per degree, equivalenti alla distinzione di una coppia di linee di 0,35 mm da 1 metro di distanza)
- contrasto: da 100:1 statico a 1 000 000:1 dinamico con tempo di risposta di circa 4 secondi (necessari all'adattamento)
- apertura: da f/8.3 a f/2.1 con tempo di risposta fino a 30 secondi (necessari all'espansione/contrazione)
- ampiezza angolo visivo: 155°h e 120°v (a parte la zona cieca di Mariotte, ovvero l'area d'innesto del nervo)
- frames al secondo: benché circa 24 fotogrammi al secondo siano necessari a garantire l'illusione di movimento, frequenze di fotogrammi superiori forniscono una maggiore sensazione di fluidità e naturalezza dei movimenti a causa di un minor aliasing temporale.

Per contro, con la tecnologia elettronica si è sempre tentato di riprodurre l'occhio umano con un sensore sempre più miniaturizzato e con sempre maggiore risoluzione: allo stato dell'arte 2012, il più performante misura 26,5 x 21,2 mm con una risoluzione pari a 33 Mpx ed è in grado di riprendere 120 fps.

### Occhio esterno
L'occhio esterno, o tonaca esterna, costituita da due porzioni di sfera, è formata anteriormente dalla cornea e posteriormente dalla sclera, entrambe a carattere fibroso, separate da una zona di transizione detta limbo. Il bulbo oculare è tenuto in sede da una massa di tessuto adiposo e dalla capsula di Tenone.

#### Cornea
La cornea forma parte della porzione anteriore della tonaca esterna dell'occhio, si tratta di una membrana trasparente e dal raggio di curvatura minore rispetto alla sclera che forma il 7% della superficie dell'occhio esterno. Vista anteriormente ha una forma leggermente ellittica con il diametro maggiore orizzontale lungo 11,7 mm contro i 10,6 mm del diametro minore e un diametro variabile dal limbo dov'è più spessa (0,67 mm) alla porzione centrale e più anteriore, la più sottile (0,52 mm). Posteriormente aderisce alla sclera presso la giunzione sclerocorneale formando un lieve solco detto limbo. Lo strato più superficiale della cornea è l'epitelio corneale, spesso circa 50 µm, cioè circa un decimo dello spessore totale della membrana. È un epitelio pluristratificato (5-6 strati), con cellule piatte nei primi due strati, poliedriche nei successivi due o tre e allungate, quasi cilindriche, negli ultimi due. Al microscopio appare basofilo, i nuclei sono allungati con l'asse maggiore orizzontale nelle cellule pavimentose, tondeggianti o ovalari nelle poliedriche e ovoidali con l'asse maggiore verticale nelle cilindriche.
Le cellule, dalla forma otticamente perfetta, sono unite tra loro da giunzioni serrate e quelle più superficiali presentano numerosi microvilli visibili solo al microscopio elettronico. Sotto l'epitelio corneale si trova lo strato di Bowman o membrana limitante anteriore. Al microscopio ha un aspetto amorfo e eosinofilo, è priva di cellule, spessa circa 12 µm e formata da fibre collagene immerse in una matrice di proteoglicani. Il terzo strato è lo stroma corneale, di 500 µm, forma il 75-90% dello spessore totale della cornea. Questo strato è costituito da circa 200 lamelle spesse appena 2 µm e larghe da poche decine a qualche centinaio di micrometri, formate da fibre collagene di tipo I parallele tra loro. Le fibrille di due lamelle contigue formano tra loro un angolo ottuso. Tra una lamella e l'altra sono presenti dei caratteristici fibroblasti dalla forma dendritica, i cheratociti, che formano una sorta di rete e maglie larghe tra uno strato lamellare e il successivo. Lo spessore delle fibre collagene tende ad aumentare dalla zona centrale dirigendosi verso il limbo e l'età contribuisce all'ispessimento della cornea.
Gli strati lamellari permettono il passaggio della luce perché le loro fibrille sono più piccole della lunghezza d'onda della radiazione elettromagnetica che le attraversa, inoltre sono precisamente distanziate tra loro e la dispersione è ridotta al minimo dato che le fibrille collagene determinano interferenza distruttiva in tutte le direzioni, tranne in quella anteriore. Il quarto strato è la membrana del Descemet o membrana limitante posteriore, con uno spessore variabile di 4-12 µm, tende a ispessirsi proporzionalmente all'età. Ha carattere più basofilo della membrana limitante anteriore, ma appare anch'essa amorfa e priva di cellule; talvolta è considerata la membrana basale dell'endotelio corneale. L'endotelio corneale è il quinto e più profondo strato della cornea. Si tratta di un singolo strato di cellule piatte e dalla forma esagonale, con nuclei allungati orizzontalmente. Le sue cellule sono strettamente adese tra loro grazie a interdigitazioni che si dipartono dalle porzioni laterali delle loro membrane plasmatiche, coadiuvate da giunzioni serrate e giunzioni comunicanti.
Il loro citoplasma è basofilo a causa dello sviluppo del reticolo endoplasmatico rugoso, possiedono inoltre numerosi mitocondri, risultano cellule ad alta attività metabolica. Il suo compito è essenzialmente quello di fungere da filtro posteriore per gli strati superiori della cornea, è inoltre il principale responsabile della sua idratazione. Le sue cellule hanno una modesta capacità mitotica. La cornea è innervata da piccoli rami mielinizzati del nervo oftalmico che in parte formano un plesso profondo sopra l'endotelio, in parte attraversano l'endotelio corneale e si proiettano perpendicolarmente nello stroma per poi formare un plesso (sottoepiteliale) al di sotto dell'epitelio corneale. Un ultimo plesso sottobasale è costituito da quei piccoli nervi che attraversano la membrana limitante anteriore e si proiettano come terminazioni nervose libere tra le cellule epiteliali; tali assoni presentano caratteristiche espansioni tondeggianti.
A partire dall'entrata nello stroma le sottili terminazioni nervose diventano amieliniche. I nervi della cornea sono responsabili dei riflessi dell'ammiccamento e della lacrimazione. La cornea ha una funzione protettiva da parte di abrasioni e patogeni nei confronti delle strutture poste più in profondità, nel contempo è il principale mezzo diottrico dell'occhio; è inoltre permeabile a piccole molecole come acqua e ioni. Non è vascolarizzata ed è nutrita dall'umore acqueo proveniente dalla camera posteriore dell'occhio, che defluisce nella camera anteriore, davanti alla quale si trova la cornea.

#### Limbo o Limbus
Il limbus è la zona di giunzione tra cornea e sclera, qui l'epitelio corneale si fonde con l'epitelio della congiuntiva e da 5-6 strati di cellule passa a 10-12 strati. Il limbo è distinto dalla cornea poiché qui la disposizione delle fibre collagene dello stroma diviene irregolare ed esso si continua con lo stroma sclerale, i vasi provenienti dall'episclera vi terminano formando anse, la membrana limitante posteriore si fonde con il sistema trabecolare e l'endotelio corneale diviene l'endotelio che ricopre tali trabecole. Il limbo fornisce un pool di cellule staminali che si differenziano nelle cellule della cornea e poi vi migrano portandosi anteriormente, dal momento che la cornea di per sé non possiede cellule staminali.

#### Sclera
La sclera forma gran parte della tonaca del bulbo oculare, costituendolo per il 93% della superficie, mentre anteriormente lo stroma sclerale si continua nello stroma corneale a livello del limbo o giunzione sclerocorneale. Presenta un diametro di 2,5 cm, è spessa 1,3 mm posteriormente e circa 1 mm anteriormente, ma il suo spessore si riduce ulteriormente nella zona equatoriale e sotto i muscoli estrinseci che su di essa si inseriscono raggiungendo appena 0,3 mm. Posteriormente e in posizione leggermente mediale e inferiore, il nervo ottico penetra nella sclera, accompagnato da numerosi rami arteriosi dell'arteria oftalmica (le arterie ciliari posteriori), da rami venosi delle vene oftalmiche superiore e inferiore (vene vorticose) e dai nervi ciliari lunghi e brevi. La sclera si presenta alla vista come una tonaca bianca, opaca e lucida che lascia intravedere in trasparenza piccoli vasi sanguigni che decorrono nel suo spessore.
Lo strato più esterno della sclera è la lamina episclerale, un tessuto fibroso vascolarizzato che viene a contatto con la congiuntiva che lo ricopre anteriormente riflettendosi su di essa. Lo stroma sclerale si continua con quello corneale e la sua composizione è infatti simile. È costituito prevalentemente da fibre collagene fittamente stipate tra loro e immerse in una matrice di proteoglicani, ma sono presenti anche fibroblasti e fibre elastiche. L'opacità della sclera è dovuta alla dispersione della luce determinata dalla disposizione disordinata delle fibre collagene, dalla variabilità del loro diametro e dalle loro ramificazioni. Questo tipo di disposizione del collagene fornisce alla sclera notevole resistenza alla tensione, alla pressione endoculare e alla trazione dei muscoli intrinseci che su di essa si inseriscono. Profondamente, la sclera è unita alla coroide dalla lamina sopracorioidea, un sottile strato fibroso contenente fibre collagene, melanociti e fibroblasti; tale strato prende il nome di lamina sopracciliare qualora si prenda in considerazione la porzione della sclera profondamente a contatto con il corpo ciliare.
Posteriormente la metà esterna sclera si continua con la dura madre che ricopre il nervo ottico, mentre la metà interna forma una struttura perforata chiamata lamina cribrosa della sclera; attraverso i suoi fori penetrano i fascicoli del nervo ottico, mentre il suo foro centrale è attraversato dall'arteria centrale della retina, ramo dell'arteria oftalmica, e dalla vena centrale della retina, ramo della vena oftalmica inferiore o direttamente del seno cavernoso. Le inserzioni dei muscoli retti penetrano quasi perpendicolarmente nella sclera e si intrecciano con le sue fibre collagene. La sclera contiene pochi vasi sanguigni in rapporto alla sua estensione e sono perlopiù concentrati nella lamina episclerale e nel limbo. Sette arterie ciliari posteriori brevi, rami dell'arteria ciliare posteriore mediale, penetrano posteriormente sclera, dove successivamente ciascuna di esse si ramifica in 2-3 rami; formano anastomosi con l'arteria centrale della retina.
Le arterie ciliari posteriori lunghe la attraversano presso il nervo ottico mentre le arterie ciliari anteriori, rami dell'arteria oftalmica, si portano nella porzione anteriore della sclera e la perforano presso il limbo per poi vascolarizzare l'iride e contribuire a irrorare la sclera. La sclera è riccamente innervata dai nervi ciliari lunghi, che la perforano posteriormente, presso il nervo ottico, decorrendo poi tra questa e la coroide. Insieme ai nervi ciliari lunghi anche molti nervi ciliari brevi contribuiscono all'innervazione della sclera.

#### Angolo iridocorneale
L'angolo iridocorneale è un'area anulare della camera anteriore dell'occhio responsabile del drenaggio dell'umore acqueo. Tale spazio si forma dall'incontro tra il piano corneale e quello irideo, è delimitato anteriormente dallo stroma corneale, posteriormente dall'iride e lateralmente, al vertice dell'angolo, dal sistema trabecolare o trabecolato. Il sistema trabecolare è una fitta rete di trabecole costituite dalla fusione dello stroma corneale con la membrana limitante posteriore (del Descemet) e ricoperte ciascuna da endotelio simile all'endotelio corneale. Le trabecole si inseriscono sullo sperone ciliare, un prolungamento appuntito dello stroma sclerale che si proietta nella camera anteriore, oppure confluiscono nel muscolo ciliare, interno al corpo ciliare, altre sono in continuità o con lo stroma sclerale o con lo stroma corneale, separati da una sottile zona di transizione detta linea di Schwalbe.
Al centro del sistema trabecolare è spesso presente una trabecola più lunga dalla forma di "Y", detto processo dell'iride, che si inserisce sulla faccia anteriore di questa. L'umore acqueo proveniente dalla camera posteriore dell'occhio attraverso la pupilla entra nella camera anteriore, nutrendo la cornea, poi si dirige verso l'angolo iridocorneale, passa attraverso il sistema trabecolare, dove viene filtrato e dove vengono eventualmente fagocitate sostanze estranee o patogene, e infine confluisce nel canale dello Schlemm o seno venoso della sclera. Tale canale è collocato profondamente al sistema trabecolare, perfora lo stroma sclerale, si divide nei due canali collettori che danno origine alle cosiddette vene acquose le quali drenano l'umore acqueo nelle vene episclerali o nel plesso venoso intrasclerale interno allo stroma sclerale, entrambe drenano poi nel plesso venoso ciliare. In condizioni normali il sangue delle vene sclerali non penetra nelle vene acquose a causa del gradiente di pressione sfavorevole.

### Occhio interno
La superficie interna della cornea, inizia idealmente ciò che è l'occhio interno, formato successivamente dall'umor acqueo, l'iride, il cristallino, l'umor vitreo e la retina, per quanto concerne il passaggio della luce.

#### Umor acqueo
L'umor acqueo è un liquido salino che contribuisce al valore totale del potere diottrico dell'occhio.

#### Iride
L'iride è una struttura pigmentata dalla forma anulare, convessa anteriormente, che agisce quale diaframma muscolare per regolare il diametro del suo foro centrale, la pupilla, e dunque il passaggio di luce. L'iride è collocata posteriormente alla cornea e anteriormente al cristallino, divide inoltre l'occhio nella camera anteriore compresa tra essa e la cornea e la camera posteriore, tra questa e il cristallino, ed è continuamente a contatto con l'umore acqueo che riempie le due camere. L'iride non fa penetrare la luce nell'occhio se non attraverso la pupilla e ci riesce poiché i suoi strati posteriori profondi sono pigmentati. Viene convenzionalmente divisa in due porzioni circolari, la parte ciliare, più esterna e confinante con il corpo ciliare, e la parte pupillare, cioè quella presso la pupilla. In entrambe le regioni, ma in particolare in quella pupillare si possono distinguere anche a occhio nudo delle depressioni, spesso più pigmentate del resto, dette cripte dell'iride.
Le due regioni sono unite da una sottile striscia detta colletto dell'iride. Il margine pupillare dell'iride presenta un'estroflessione dell'epitelio pigmentato posteriore denominata colletto pupillare. L'iride è composta da almeno cinque strati. Il più superficiale è lo strato marginale anteriore, composto da stroma irideo ricco in superficie di fibroblasti, che vi formano una rete e subito al di sotto di melanociti (può esserne anche povero, nel qual caso l'iride apparirà azzurra o blu); è in questo strato che sono presenti le cripte. A livello dell'angolo iridocorneale lo strato marginale anteriore si fonde con il sistema trabecolare. Lo stroma dell'iride è costituito da una matrice di collagene in cui sono immersi fibroblasti e melanociti, vi sono inoltre dei fagociti specializzati ("cellule a grappolo") che filtrano l'umore acqueo, il quale passa liberamente tra gli spazi intercellulari. Lo stroma è ricco di vasi sanguigni e nervi.
Le arterie principali che vascolarizzano l'iride formano due cerchi arteriosi, uno periferico e completo, il grande cerchio arterioso dell'iride, e uno centrale (zona pupillare) e incompleto, il piccolo cerchio arterioso. Da ciascuno dei cerchi si dipartono arterie più piccole che si proiettano radialmente rispetto a esso. Le vene seguono il decorso delle arterie e sono radiali, non formano cerchi arteriosi e drenano nelle vene sopracorioidee e queste a loro volta nelle vene vorticose. Può essere anche irrorata da rami delle arterie ciliari anteriori lunghe o brevi e dalle corrispondenti vene. Nello stroma e sotto lo stroma, l'iride presenta una tonaca muscolare costituita dal muscolo sfintere della pupilla e dal muscolo dilatatore della pupilla, che regolano il diametro della pupilla in risposta all'intensità della luce. Il muscolo sfintere della pupilla è un anello muscolare liscio posto profondamente alla porzione pupillare dell'iride, presenta fibre fusiformi che seguono il margine della pupilla determinando cerchi concentrici.
È spesso 0,15 mm e largo 0,75 mm. Quando si contrae riduce il diametro della pupilla. Il muscolo dilatatore della pupilla è posto in profondità rispetto alla parte ciliare dell'iride, è inoltre appena anteriore all'epitelio pigmentato. Le fibre di questo muscolo originano dalle cellule mioepiteliali dell'epitelio dell'iride e si sovrappongono leggermente a quelle del muscolo sfintere della pupilla presso il colletto dell'iride. Il suo compito è quello di dilatare la pupilla in risposta a bassa intensità luminosa. Posteriormente l'iride è rivestita da un doppio strato epiteliale pigmentato che si continua con l'epitelio del corpo ciliare. L'estroflessione della zona pupillare dell'iride, il colletto pupillare, deriva da questo strato. Lo strato più superficiale è denominato epitelio anteriore e giace profondamente allo stroma e ai muscoli dell'iride, dà inoltre origine tramite le sue cellule mioepiteliali al muscolo dilatatore della pupilla, ma contiene anche melanociti, fibroblasti, fibre nervose, fibre collagene, con le cellule collegate prevalentemente tramite giunzioni comunicanti.
L'epitelio posteriore è formato da cellule intensamente pigmentate, cilindriche, unite fra loro in corrispondenza della membrana laterale che si specializza disponendo in superficie le giunzioni serrate, nella porzione media le giunzioni aderenti, i desmosomi e delle interdigitazioni della membrana. La membrana basale si estroflette formando la piega circonferenziale ed è a contatto con una lamina basale. L'iride è innervata dai nervi ciliari lunghi e brevi. I nervi ciliari brevi trasportano fibre parasimpatiche postgangliari mielinizzate dal ganglio ciliare che innervano il muscolo sfintere della pupilla, mentre il muscolo dilatatore della pupilla è innervato da fibre provenienti dal ganglio cervicale superiore che vi giungono attraverso i nervi ciliari brevi o i nervi ciliari lunghi dopo essere transitate nel ganglio ciliare.

#### Cristallino
Il cristallino è la lente biconvessa dell'occhio umano e ha la funzione di mettere a fuoco l'immagine. È una struttura trasparente collocata posteriormente all'iride e anteriormente al corpo
e alla fossa jaloidea, bagnata dall'umore acqueo della camera posteriore e tenuto in sede dalle fibre zonulari che si attaccano all'apice dei corpi ciliari. La convessità posteriore del cristallino è più pronunciata rispetto all'anteriore, vengono denominati poli i punti di massima convessità su entrambe le facce e l'asse è la linea immaginaria che li collega. Il cristallino ha un diametro medio di 9 mm che tende ad aumentare con l'età (0,1 mm ogni 15 anni), l'asse varia dai 3,5–4 mm alla nascita sino ai 5 mm in vecchiaia, il suo colore, trasparente alla nascita, tende a opacizzarsi e a deviare verso il giallo con il passare degli anni.
È una struttura priva di vascolarizzazione e innervazione e questo le permette di rimanere otticamente perfetta. Il cristallino è formato da tre strati, dal più superficiale al più profondo sono la capsula, l'epitelio e le fibre del cristallino. La capsula del cristallino è composta da fibre collagene di tipo I, III e IV, da glicosaminoglicani e glicoproteine tra cui le cristalline. Il suo spessore è maggiore al polo anteriore e all'equatore rispetto al polo posteriore. Presenta notevole elasticità e questa caratteristica è essenziale per l'accomodazione. Su di essa, presso l'equatore, si inseriscono le fibre zonulari provenienti dal corpo ciliare. Deriva dalle cellule del sottostante epitelio. Durante la vecchiaia tende a ispessirsi. L'epitelio del cristallino è profondo alla capsula alla quale aderisce tenacemente, è uno singolo strato di cellule cubiche o poligonali dai grandi nuclei spesso 10 µm.

Dà origine alle fibre del cristallino. Le fibre del cristallino sono cellule epiteliali piatte e modificate, con una lunghezza variabile da poche decine di micron sino a 1 cm, le più superficiali (vicine all'epitelio) presentano un nucleo dalla forma allungata, mentre quelle più profonde, che si sono differenziate da più tempo, sono prive di nucleo e di quasi tutti gli organelli. La porzione più interna delle fibre del cristallino è detta nucleo e le fibre centrali sono anche le più vecchie. Le fibre del cristallino sono strettamente stipate e unite tra loro da giunzioni sferiche, ma contribuiscono anche desmosomi e giunzioni comunicanti. Le giunzioni sferiche sono sempre più numerose a mano a mano che si procede dalla zona più superficiale e prossima all'epitelio verso il nucleo, tuttavia a livello del nucleo esse tendono a scomparire per lasciare il posto a giunzioni del tipo "maschio-femmina" o giunzioni ad angolo.

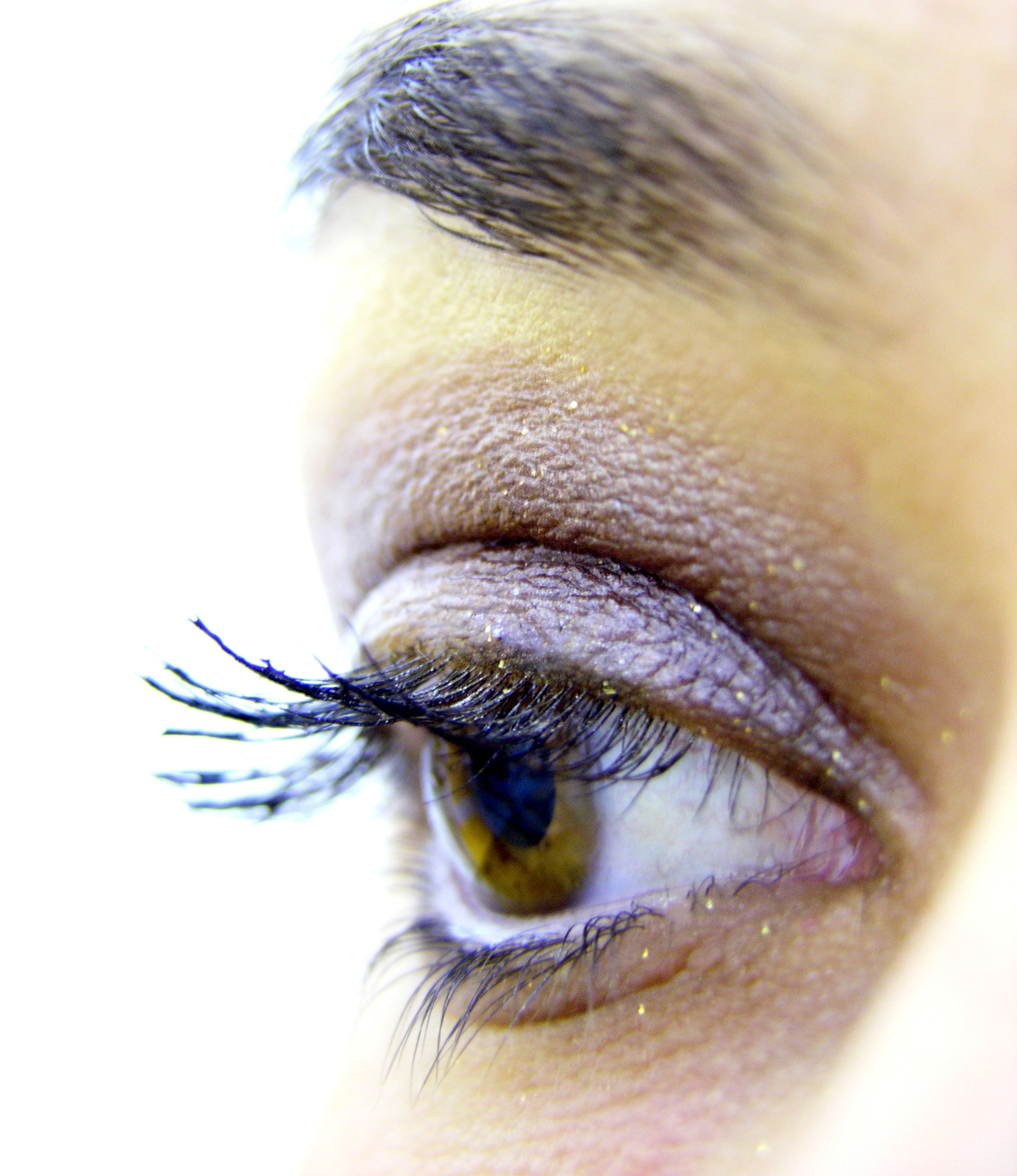
Occhio umano

#### Corpo ciliare
Il corpo ciliare è la prosecuzione posteriore dell'iride ed è delimitato anteriormente da questa e dallo sperone sclerale, posteriormente dall'ora serrata che lo divide dalla coroide e dalla retina. Si affaccia sulla camera posteriore ed è responsabile della produzione dell'umore acqueo, ma anche della stabilizzazione in sede del cristallino tramite le fibre zonulari e l'accomodazione tramite il muscolo ciliare. Si distinguono due porzioni nel corpo ciliare, la pars plana e la pars plicata. La pars plana o orbicolo ciliare, costituisce un anello ampio e periferico (2/3 del corpo ciliare) ed è così chiamata perché risulta liscia e sottile alla vista, il suo confine è l'ora serrata. La pars plicata o corona ciliare costituisce 1/3 del corpo ciliare, ha come confine la base dell'iride e il margine della pars plana. La pars plicata è così chiamata poiché vi si dipartono decine di processi ciliari dalla conformazione simile a pliche, intervallati da vallecole. Le fibre zonulari, che si inseriscono sul cristallino, sono attaccate alla zona apicale dei processi ciliari, a partire dalla quale discendono nelle vallecole e infine nelle strie della pars plana; alcune di esse raggiungono anche i processi dentati dell'ora serrata.
Il corpo ciliare è composto da cinque strati, che sono, in ordine dal più superficiale al più profondo: due strati epiteliali, lo stroma, il muscolo ciliare e la lamina sopracciliare. L'epitelio ciliare è costituito da due strati, quello superficiale è costituito da cellule cilindriche nella pars plana e da cellule cubiche nella pars plicata; le cellule si presentano di norma prive di pigmento o poco pigmentate. L'altro strato contiene invece cellule cubiche riccamente pigmentate e possiede una lamina basale che lo separa dallo stroma sottostante. La funzione dell'epitelio del corpo ciliare è quella di assorbire la luce indiretta da parte dello strato pigmentato e di secernere l'umore acqueo da parte dello strato esterno. Lo stroma del corpo ciliare è costituito da una matrice ricca di fibre collagene, in cui decorrono vasi sanguigni e nervi, infatti la maggior parte delle arterie e dei nervi diretti alle strutture più anteriori dell'occhio passa attraverso il corpo ciliare, ne sono esempi le arterie ciliari lunghe e brevi e il plesso venoso ciliare che riceve il sangue dalla sclera e in parte dalla congiuntiva.
Nello stroma interno ai processi ciliari vi sono capillari fenestrati che permettono il passaggio di alcune molecole alle cellule circostanti così da facilitare la produzione dell'umore acqueo. Il muscolo ciliare è costituito da fibrocellule lisce che si inseriscono in buona parte sullo sperone sclerale e che seguono tre diverse direzioni. Le fibre più interne, che ne costituiscono la porzione minore, sono circolari e costituiscono uno sfintere presso il cristallino e presentano delle giunzioni ad angolo ottuso, quelle intermedie sono radiali o oblique, formano tra loro intrecci ad angolo ottuso, mentre le più esterne, che formano buona parte del muscolo, sono meridiane o longitudinali e si intrecciano ad angolo acuto, terminano inoltre con caratteristiche strutture chiamate stelle epicorioidali, dove la fibrocellula si ramifica. La lamina o strato sopracciliare è uno strato sottile che separa la sclera dal muscolo ciliare ed è ricco di fibre collagene.

#### Coroide

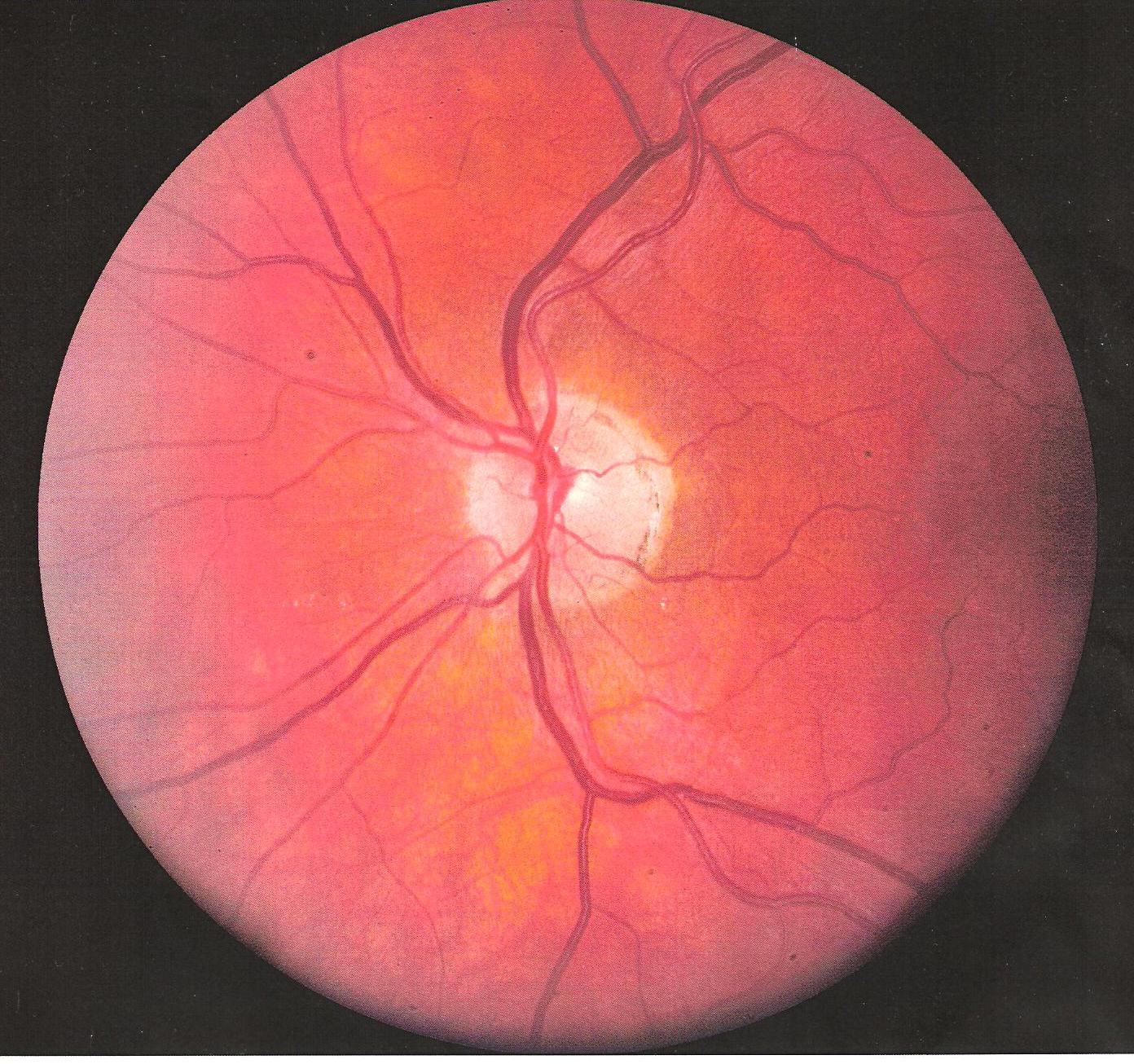
Vasi del fondo dell'occhio

La coroide è uno strato pigmentato e vascolarizzato, prosecuzione posteriore del corpo ciliare, abbraccia i 5/6 della circonferenza dell'occhio con uno spessore variabile che giunge sino a 160 µm dietro la macula. È separata dalla retina dall'ora serrata ed è a contatto con la sclera tramite la sua lamina sopracoroidea, viene inoltre perforata posteriormente dal nervo ottico e si continua con l'aracnoide di questo nervo. La coroide è formata da quattro strati sovrapposti, in ordine dal più superficiale al più profondo sono la sopracoroide, lo stroma vascolare, la coriocapillare e la lamina vitrea. La sopracoroide è uno strato spesso 30 µm formato da lamelle di fibre collagene e fibre elastiche, oltre a fibroblasti e melanociti, risulta quindi leggermente pigmentato.
Nella sopracoroide decorrono alcuni vasi sanguigni (arterie e vene sopracoroidee) e nervi diretti alle strutture anteriori dell'uvea. Lo stroma vascolare o strato dei vasi è costituito da una matrice in cui sono immerse fibre collagene, fibroblasti, melanociti e che è in particolare molto ricca di grandi vasi arteriosi e venosi. I melanociti qui, come in molte altre zone pigmentate dell'occhio, hanno la funzione di assorbire la luce indiretta e impedire la riflessione interna. La porzione posteriore della coroide è vascolarizzata dalle arterie ciliari posteriori brevi e dalle vene corioidee che drenano nelle vene vorticose della sclera. È possibile dividere lo stroma corioideo nello strato di Haller, più esterno (vicino alla sclera) e contenente vasi di grosso calibro e nello strato di Sattler, interno, contenente vasi di calibro minore, come alcuni rami delle arterie ciliari anteriori brevi e lunghe.
La coriocapillare è uno strato vascolare della coroide continuo con lo strato di Sattler dello stroma di cui conserva pressoché tutte le caratteristiche, ed è il principale responsabile della nutrizione della retina. È ricco di vasi di piccolo calibro sia arteriosi sia venosi e di capillari fenestrati sulla loro faccia retinica, ne sono invece privi su quella "sclerale". La lamina vitrea o membrana di Bruch è un sottilissimo strato (3 µm) alla cui formazione contribuiscono sia la coriocapillare sia l'epitelio pigmentato della retina. È costituita da fibre elastiche e dalla lamina basale, costituita da fibre collagene, della coriocapillare. La sua funzione è quella di rappresentare una sorta di filtro per le sostanze che dai capillari fenestrati della coriocapillare giungono presso l'epitelio pigmentato della retina.

#### Corpo vitreo
Il corpo vitreo costituisce i 4/5 del volume totale del bulbo oculare, è a contatto prevalentemente con la retina, ma anche con il corpo ciliare, le fibre zonulari e la faccia posteriore del cristallino. Anteriormente e centralmente presenta un canale, la fossa jaloidea che prosegue posteriormente sino alla papilla del nervo ottico. La fossa jaloidea non ha alcuna funzione conosciuta. Il corpo vitreo è una struttura incolore costituita prevalentemente da acqua (99% del totale). È distinguibile una parte esterna (o corteccia) spessa 0,1-0,3 mm di consistenza gelatinosa, che presenta fibre collagene di tipo II e un particolare tipo di cellule fagocitarie mononucleate dette ialociti, che producono l'acido ialuronico. La parte interna del corpo vitreo è quasi liquida e ricca di acido ialuronico. A livello della pars plana del corpo ciliare la corteccia del corpo vitreo dà origine a fibre che costituiscono il legamento sospensore del cristallino. Il corpo vitreo permette assieme alla sclera la conservazione della forma del bulbo oculare fornendole nel contempo una certa elasticità, ammortizza gli urti e lascia passare la luce.

#### Retina
La retina è un sottile strato cellulare (circa 100 µm, il triplo presso la fovea) collocato anteriormente alla coroide e posteriormente al corpo vitreo, che ha come limite anteriore l'ora serrata e come limite posteriore il disco ottico e il nervo ottico. Nella retina si distinguono una zona periferica e una zona centrale. La zona centrale è approssimativamente circolare e collocata inferiormente al disco ottico, è rappresentata dalla macula lutea e, nel suo centro, dalla fovea e dalla foveola, che sono avascolari. Tutto ciò che vi è all'esterno della macula lutea è la retina periferica. Malgrado la retina sia sottile, istologicamente si distinguono 10 strati sovrapposti che dal più superficiale al più profondo sono: l'epitelio pigmentato (strato epiteliale pigmentato), lo strato dei coni e dei bastoncelli, la membrana limitante esterna, lo strato nucleare esterno, lo strato plessiforme esterno, lo strato nucleare interno, lo strato plessiforme interno, lo strato delle cellule gangliari e lo strato delle fibre nervose e la membrana limitante interna.
In generale gli strati 2-5 sono occupati dai fotorecettori della retina, cioè i coni e i bastoncelli, e, in particolare a partire dallo strato 5 essi contraggono sinapsi con le cellule bipolari e orizzontali, a loro volta le altre cellule della retina occupano gli strati 5-9. Questa struttura non è seguita nella retina interna dove invece i cinque strati più interni risultano periferici ed è strutturalmente differente anche a livello del disco ottico. Le tipologie cellulari presenti nella retina sono le cellule epiteliali pigmentate, i coni, i bastoncelli, le cellule bipolari, le cellule orizzontali, le cellule amacrine, le cellule di Muller, le cellule gangliari retiniche, gli astrociti e la microglia.
- L'epitelio pigmentato è lo strato più esterno della retina. È costituito da un singolo strato di cellule epiteliali cuboidali in sezione e pentagonali o esagonali se viste in superficie, fortemente basofile, il cui citoplasma è ricchissimo di melanosomi. Sul lato basale (se viste dalla corioide) o apicale (rispetto ai fotorecettori) la membrana di queste cellule si estroflette in lunghi microvilli di 5-7 µm che separano tra loro i segmenti esterni dei coni e dei bastoncelli oltre a prendervi contatto; il segmento esterno dei bastoncelli, costituito dalle lamelle, penetra profondamente nei microvilli dell'epitelio rispetto al segmento esterno dei coni. Tra loro le cellule sono unite da giunzioni serrate che dividono la retina dai vasi sanguigni che irrorano la coroide. Le cellule dell'epitelio pigmentato della retina hanno la funzione di ricambiare i segmenti esterni dei fotorecettori e svolgono questo ruolo mediante fagocitosi degli apici di queste cellule che, col tempo, accumulandosi nel loro citoplasma, si trasformano in lipofuscina. Inoltre, come altri strati pigmentati dell'occhio, l'epitelio della retina assorbe la luce non catturata dai fotorecettori. Secerne inoltre sostanze utili per il mantenimento della coriocapillare.

#### Apparato muscolare

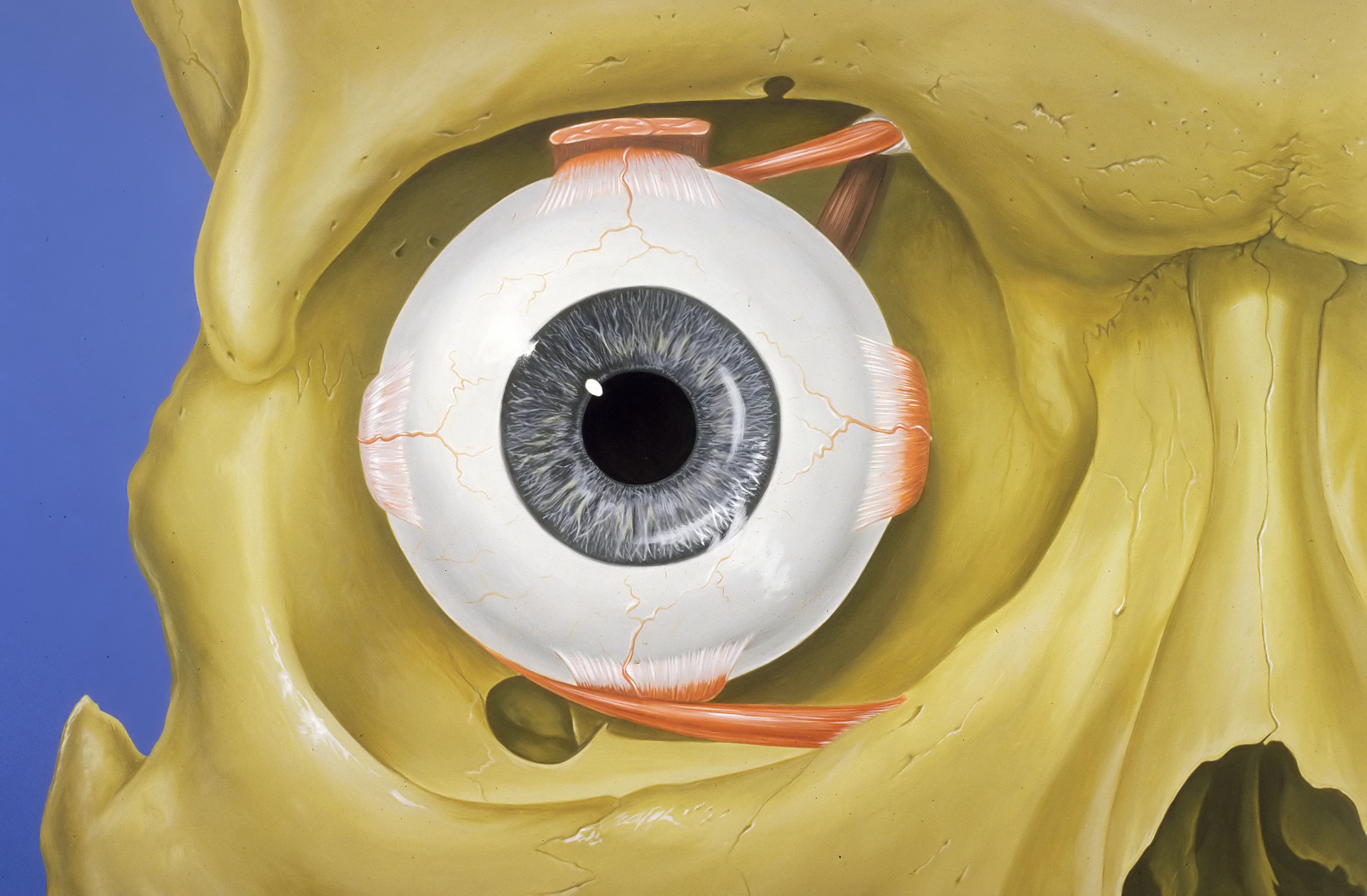
Vista frontale anteriore dell'occhio destro: si notano i 4 muscoli retti e i due obliqui

L'apparato muscolare dell'occhio è costituito da una muscolatura estrinseca e muscolatura intrinseca. Sulla sclera si attaccano i muscoli che muovono l'occhio (muscoli estrinseci), in tutto sei, 4 retti e 2 obliqui:
- muscolo obliquo inferiore
- muscolo obliquo superiore
- muscolo retto inferiore
- muscolo retto laterale
- muscolo retto mediale
- muscolo retto superiore

Gli altri muscoli dell'occhio sono:
- muscolo orbicolare dell'occhio
- muscolo elevatore della palpebra superiore
- muscolo ciliare
- muscolo dilatatore della pupilla
- muscolo costrittore della pupilla

## Anatomia animale

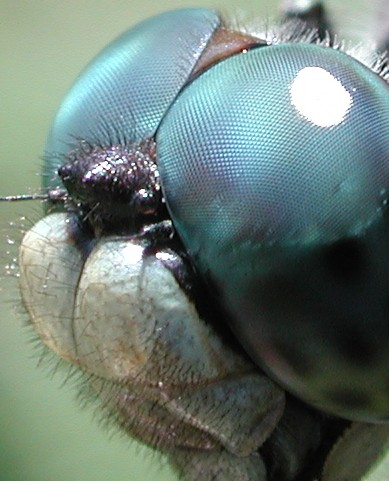
Gli occhi composti di una libellula

### Insetti e crostacei
Negli insetti e nei crostacei gli occhi sono composti, in quanto costituiti da più occhi semplici o ommatidi. Quando il pigmento isola tra loro i singoli ommatidi, ogni retinula è impressionata soltanto dai raggi di luce che giungono a colpirla direttamente attraverso la cornea dell'ommatidio, raccogliendo una limitata porzione dell'immagine. L'immagine completa si ottiene dal mosaico creato da ogni singolo occhio; si ha così una visione per apposizione. Quando manca il pigmento, i raggi emanati da ciascun punto dell'oggetto stimolano le retinule di più ommatidi e ciascuna di queste raccoglie i raggi provenienti da più punti; in questo caso si ottiene una maggiore fusione delle singole immagini e si ha una visione per sovrapposizione. L'immagine finale risulta essere una specie di mosaico.

Questa struttura dell'occhio non consente di distinguere bene i dettagli, ma è eccellente per cogliere minimi movimenti utili per individuare la preda sul fondo del mare o in volo.

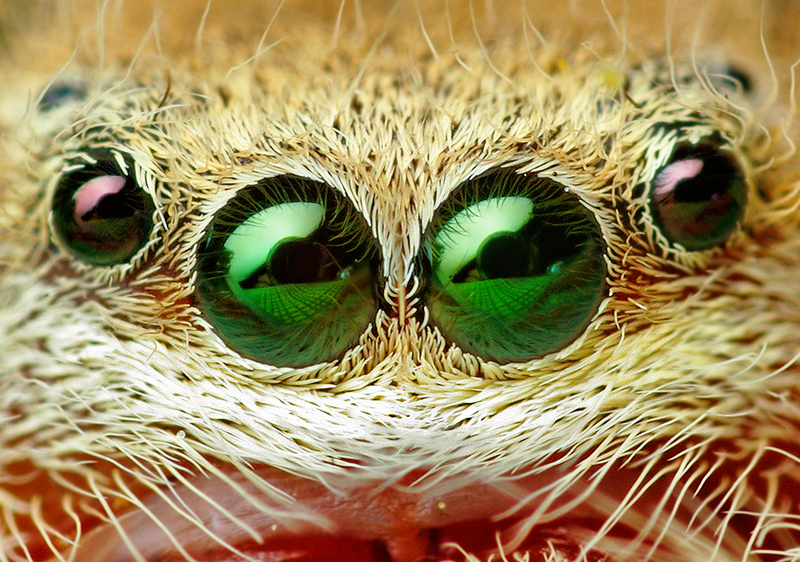
Occhi di ragno saltatore

### Vista notturna
La capacità di vedere in condizioni di oscurità è propria degli animali notturni, come la civetta. Ciò dipende dalla presenza, nella loro retina, di un numero elevato di bastoncelli che sono particolarmente sensibili alla luminosità debole.

## Fisiologia

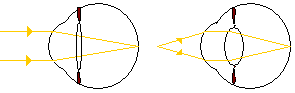
Messa a fuoco dell'immagine

Ciascuna parte dell'occhio ha una sua caratteristica fisiologica. Nello svolgere la sua funzione si può dire semplificando che l'occhio si comporta vagamente come la camera di una macchina fotografica, registrando la formazione dell'immagine posteriormente, a livello della retina, eccitando la sensibilità delle cellule presenti che, attraverso il nervo ottico, sono collegate ai centri gnostici e mnemonici (i centri della conoscenza e della memoria nel cervello) della Corteccia visiva che elaborano quindi le informazioni ricevute in base alle esperienze pregresse.
Prendendo in esame un bastoncello e la sua peculiare struttura, il funzionamento fisiologico dell'occhio può essere così illustrato: in una situazione di oscurità (al buio), vi si trova la rodopsina (pigmento visivo del bastoncello) collegata a una proteina, la trasducina, collegata a sua volta a un enzima; all'interno della cellula i canali per il sodio sono aperti grazie alla presenza del GMP ciclico, e il potenziale di membrana è di circa -50 millivolt, determinando a livello del terminale sinaptico, data la presenza di un potenziale elettrotonico, il rilascio del neurotrasmettitore. Quando però un fotone colpisce la rodopsina, si generano dei fenomeni a cascata: si attiva la trasducina che attiva l'enzima, che scinde il GMP, la cui diminuzione massimale chiude i canali del sodio. Con la chiusura dei canali del sodio e con l'iperpolarizzazione della cellula cessa anche il rilascio del neurotrasmettitore.
Nell'occhio, l'iperpolarizzazione della cellula corrisponde alla creazione di potenziale d'azione che viene propagato nelle cellule accessorie bipolari e gangliari i cui assoni costituiscono il nervo ottico.

### Percezione del colore
L'occhio umano è in grado di captare esclusivamente la radiazione elettromagnetica con frequenze all'interno di una banda specifica, limitata tra i colori rosso e viola, e chiamata spettro visibile (con lunghezza d'onda tra circa 400 e 800 nm). Radiazioni con frequenze inferiori al rosso (infrarosse) e superiori al viola (ultraviolette) non sono quindi percepibili, nonostante appartengano ancora alle "onde luminose" visibili da altri esseri viventi. Ad esempio, si è scoperto che le api percepiscono gli ultravioletti, ma non percepiscono i colori rossi che noi vediamo. Gli uccelli sono perfettamente in grado di distinguere i colori, tanto che quelli del loro piumaggio sono spesso elementi di riconoscimento del sesso.

## Patologia
In alcuni casi, l'occhio può riscontrare problemi di acutezza visiva causati da una sua lunghezza eccessiva (miopia, difficoltà a focalizzare gli oggetti lontani) o perché troppo corto (ipermetropia, difficoltà a focalizzare gli oggetti vicini). Questi difetti visivi sono chiamati ametropie. Un terzo tipo di ametropia, che talvolta accompagna i primi due, è l'astigmatismo, ove a causa di un differente potere dei meridiani del diottro oculare, le immagini vengono viste deformate (a un oggetto puntiforme non corrisponde un'immagine altrettanto puntiforme).
Esistono altre patologie dell'occhio come lo strabismo (deviazione degli assi visivi causata da un malfunzionamento dei muscoli oculari estrinseci), la congiuntivite (arrossamento e infiammazione della congiuntiva), il glaucoma (patologia del nervo ottico correlata principalmente a un anomalo aumento della pressione endoculare), il daltonismo (incapacità di distinguere i colori), la cataratta (poca trasparenza del cristallino che causa perdita della vista) e la cecità (vista perduta e non recuperabile).
Esistono anche patologie dell'occhio interno come il distacco della retina, il distacco posteriore del vitreo e le miodesopsie.
Infine, la presbiopia, che avviene con l'avanzare dell'età, ma che non è considerata un'ametropia, e nei casi normali, nemmeno una patologia, è la fisiologica perdita di elasticità del cristallino, che comporta l'insorgere di difficoltà nella messa a fuoco di oggetti posti a distanze prossime.